# منتخب مالي تحت 23 سنة لكرة القدم
منتخب مالي تحت 23 سنة لكرة القدم هو ممثل مالي الرسمي في المنافسات الدولية في كرة القدم
.